# 22. srbska brigada (NOVJ)
Za druge 22. brigade glejte 22. brigada.
22. srbska brigada je bila brigada v sestavi Narodnoosvobodilne vojske in partizanskih odredov Jugoslavije in ki je delovala med drugo svetovno vojno na področju Kraljevine Jugoslavije.

## Organizacija
- štab
- 3x bataljon